# There Is No Love Between Us Anymore
«There Is No Love Between Us Anymore» (в пер. с англ. Теперь между нами нет любви) — песня британской рок-группы Pop Will Eat Itself, которая была выпущена в качестве второго сингла в поддержку их дебютного студийного альбома Box Frenzy. Релиз «There Is No Love Between Us Anymore» состоялся 1 января 1988 года. Сингл показал первый удачный результат для Pop Will Eat Itself по числу продаж; «There Is No Love Between Us Anymore» разместился на 66-й строчке британского чарта. К композиции снят видеоклип.
В песне были использованы семплы из композиций «When I Fall in Love» Нэта Кинга Коула и «You’ve Lost That Lovin’ Feelin’» The Righteous Brothers.

## Список композиций

### 7"
Сторона «А»
1. «There Is No Love Between Us Anymore»

Сторона «Б»
1. «Picnic In The Sky»

### 12"
Сторона «А»
1. «There Is No Love Between Us Anymore»
2. «Picnic In The Sky»

Сторона «Б»
1. «…On The Razor’s Edge…»
2. «Kiss That Girl»

### CD
1. «There Is No Love Between Us Anymore» 3:38
2. «Picnic In The Sky» 2:47
3. «…On The Razor’s Edge…» 4:09
4. «Kiss That Girl» 1:47
5. «Bubbles» 3:07
6. «Oh Grebo, I Think I Love You (New Version)» 3:30
7. «Ugly» 1:35
8. «Love Missile F1-11» 2:48

## Позиции в чартах
| Чарт (1988)                       | Высшая позиция |
| --------------------------------- | -------------- |
| Великобритания (UK Singles Chart) | 66             |

## Участники записи
- Клинт Мэнселл — вокал
- Грээм Крэбб — вокал
- Адам Моул — гитара
- Ричард Марч — гитара
- Роберт «Фазз» Таунсенд — барабаны
- Dr.Nightmare — драм-машина